# Sweziella virida
Sweziella virida är en tvåvingeart som först beskrevs av Van Duzee 1933.  Sweziella virida ingår i släktet Sweziella och familjen styltflugor. Inga underarter finns listade i Catalogue of Life.